# Brenda Villa

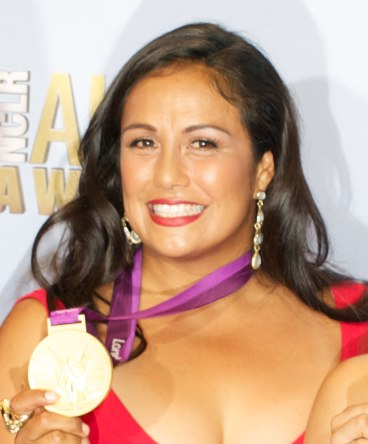
Brenda Villa (2012)

Brenda Villa (* 18. April 1980 in Los Angeles, Kalifornien) ist eine Wasserballspielerin aus den Vereinigten Staaten. Sie gewann bei Olympischen Spielen zwei Silbermedaillen sowie eine Gold- und eine Bronzemedaille. Je dreimal erhielt sie Gold bei Weltmeisterschaften und bei Panamerikanischen Spielen.

## Sportliche Karriere
Brenda Villa ist die Tochter von mexikanischen Einwanderern. Im Alter von fünf Jahren begann sie mit dem Schwimmsport. Zwei Jahre später begann sie mit Wasserball, wobei damals noch keine Mädchen-Mannschaften im Wasserball existierten, so dass sie in den Jungen-Mannschaften spielte. Nach ihrem ersten Jahr auf der High School, wurde Brenda Villa erstmals in die Juniorinnen-Nationalmannschaft der Vereinigten Staaten berufen, 1995 nahm sie an der Juniorinnen-Weltmeisterschaft teil. Nach dem Turnier stieg sie in den Kader der Nationalmannschaft im Erwachsenenbereich auf.
1997 wurde bekannt gegeben, das bei den Olympischen Spielen 2000 in Sydney erstmals auch ein Wasserballturnier für Frauen auf dem Programm stehen würde. Nach dem Abschluss der High School nahm Brenda Villa 1998 ihr Studium an der Stanford University auf, spielte aber nicht für die Universitätsmannschaft, sondern nur für die Nationalmannschaft. Beim letzten Qualifikationsturnier in Palermo erzielte die 1,63 m große Angriffsspielerin den Treffer zum 6:5 gegen die Ungarinnen, der den Amerikanerinnen das Olympiaticket sicherte. Beim Turnier in Sydney erzielte Brenda Villa insgesamt neun Treffer. Im Halbfinale besiegte das US-Team die Niederländerinnen mit 6:5, im Finale unterlagen die Amerikanerinnen den Australierinnen mit 3:4, wobei Brenda Villa im Finale zwei Tore warf.
Ab 2001 trat Brenda Villa für die Cardinals an, das Sportteam der Stanford University. 2002 gewannen die Cardinals die College-Meisterschaft. Nach ihrer Graduierung ging Brenda Villa als Profi nach Europa und spielte unter anderem für Orizzonta Catania. Im Juli 2003 fand die Weltmeisterschaft 2003 in Barcelona statt. das US-Team gewann den Titel durch ein 8:6 über die Italienerinnen. Direkt im Anschluss wurden in Santo Domingo die Panamerikanischen Spiele ausgetragen. Im Finale besiegte das US-Team die Kanadierinnen mit 7:3. Bei den Olympischen Spielen 2004 in Athen unterlagen die Amerikanerinnen im Halbfinale den Italienerinnen, im Spiel um die Bronzemedaille bezwangen sie die Australierinnen mit 6:5. Brenda Villa erzielte im Olympiaturnier sieben Tore, davon eines im Halbfinale.
Bei der Weltmeisterschaft 2005 in Montreal erreichte die Mannschaft aus den Vereinigten Staaten das Finale und unterlag dann den Ungarinnen mit 7:10 nach Verlängerung. Zwei Jahre später bei der Weltmeisterschaft in Melbourne trafen im Finale das US-Team und die Australierinnen aufeinander, die Amerikanerinnen siegten mit 6:5. Im Juli 2007 fanden in Rio de Janeiro die Panamerikanischen Spiele statt. Das US-Team gewann das Finale gegen die Kanadierinnen mit 6:4. 2008 fand das dritte olympische Wasserballturnier in Peking statt. Mit einem 9:8-Sieg über Australien im Halbfinale erreichte das US-Team das Endspiel gegen die Niederländerinnen, die Amerikanerinnen unterlagen mit 8:9. Villa erzielte im Halbfinale drei Tore und im Finale ein Tor, nachdem sie in der Vorrunde insgesamt fünfmal getroffen hatte.
2009 in Rom gewann Brenda Villa mit dem US-Team ihren dritten Weltmeistertitel durch einen 7:6-Finalsieg über Kanada. Brenda Villa erzielte im Finale einen Treffer. Zwei Jahre später belegte die Mannschaft aus den Vereinigten Staaten den sechsten Platz bei der Weltmeisterschaft in Shanghai. Bei den Panamerikanischen Spielen in Guadalajara stand es am Ende 8:8 zwischen dem US-Team und den Kanadierinnen. Erst im Penaltyschießen siegte das US-Team. Nach 15 Jahren in der Nationalmannschaft nahm Brenda Villa 2012 bei den Olympischen Spielen 2012 in London an ihrem letzten großen Turnier teil. Im Viertelfinale gewannen die Amerikanerinnen mit 9:6 gegen die Italienerinnen, wobei Brenda Villa zwei Tore erzielte. Im Halbfinale folgte gegen die Australierinnen ein 11:9 nach Verlängerung und im Finale siegte das US-Team mit 8:5 gegen die Spanierinnen. Das zwischenzeitliche 7:2 im Finale war Brenda Villas letztes Tor in der Nationalmannschaft.
Brenda Villa ist verheiratet und hat eine Tochter. 2018 wurde sie in die International Swimming Hall of Fame (ISHOF) aufgenommen. Das Schwimmstadion in Commerce, in dem Brenda Villa einst ihre Laufbahn begonnen hatte, wurde zu ihren Ehren in Brenda Villa Aquatic Center umbenannt.